# Culcasia dinklagei
Culcasia dinklagei är en kallaväxtart som beskrevs av Adolf Engler. Culcasia dinklagei ingår i släktet Culcasia och familjen kallaväxter. IUCN kategoriserar arten globalt som livskraftig. Inga underarter finns listade.